# Henry Raabe
Henry Raabe (ur. 14 marca 1983 w Cartago) – kostarykański kolarz szosowy, uczestnik igrzysk olimpijskich w Pekinie.

## Najważniejsze osiągnięcia
2002
- 1. miejsce na 8. i 11. etapie Vuelta Ciclista a Costa Rica

2003
- 1. miejsce na 9. etapie Vuelta Ciclista a Costa Rica

2005
- 2. miejsce w Vuelta Ciclista a Costa Rica
  - 1. miejsce na 6. etapie

2006
- 1. miejsce w mistrzostwach Kostaryki (jazda ind. na czas)
- 1. miejsce w mistrzostwach Kostaryki (start wspólny)
- 1. miejsce w Vuelta Ciclista a Costa Rica
  - 1. miejsce w prologu, na 3. i 5. etapie

2007
- 3. miejsce w mistrzostwach Kostaryki (jazda ind. na czas)
- 1. miejsce w Vuelta Ciclista a Costa Rica
  - 1. miejsce na 3., 7., 8. i 13. etapie

2008
- 7. miejsce w mistrzostwach panamerykańskich (jazda ind. na czas)
- 1. miejsce w mistrzostwach Kostaryki (jazda ind. na czas)
- 2. miejsce w mistrzostwach Kostaryki (start wspólny)
- 9. miejsce w Vuelta Ciclista a Costa Rica

2009
- 1. miejsce w mistrzostwach Kostaryki (start wspólny)

2010
- 2. miejsce w igrzyskach Ameryki Środkowej (jazda ind. na czas)
- 8. miejsce w mistrzostwach panamerykańskich (jazda ind. na czas)
- 2. miejsce w mistrzostwach Kostaryki (jazda ind. na czas)
- 1. miejsce w mistrzostwach Kostaryki (start wspólny)
- 3. miejsce w igrzyskach Ameryki Środkowej i Karaibów (jazda ind. na czas)
- 2. miejsce w Vuelta Ciclista a Costa Rica
  - 1. miejsce na 9. etapie

2011
- 1. miejsce na 1. etapie Vuelta Ciclista a Costa Rica

2013
- 1. miejsce w mistrzostwach Kostaryki (jazda ind. na czas)

2014
- 3. miejsce w mistrzostwach Kostaryki (start wspólny)
- 8. miejsce w Vuelta Ciclista a Costa Rica
  - 1. miejsce na 9. etapie

2015
- 3. miejsce w mistrzostwach Kostaryki (jazda ind. na czas)